# Emberiza striolata

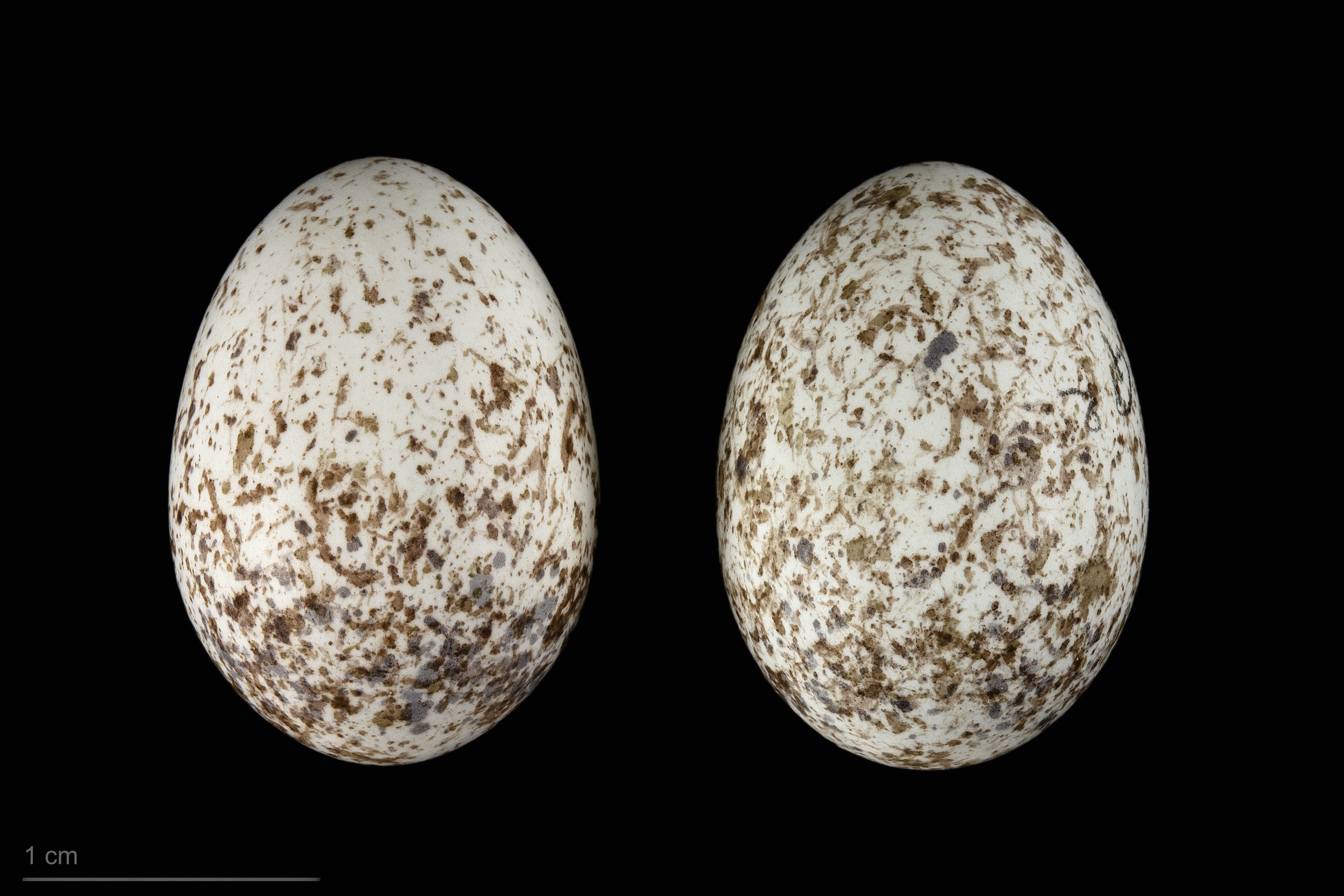
Uova di Emberiza striolata - Museo di Tolosa

Lo zigolo striolato (Emberiza striolata) è un uccello passeriforme della famiglia degli Emberizidae, un gruppo ormai separato dalla maggior parte degli autori moderni dai fringuelli.

## Descrizione
È lungo 14 cm, di dimensioni simili allo zigolo domestico e più piccolo dello zigolo roccioso con piume simili. Il maschio riproduttore ha un corpo castano e la testa grigia con striature più scure, un supercilium bianco e una striatura baffuta. La testa della femmina ha una sfumatura marrone tendente al grigio e striature più diffuse.
Lo zigolo striolato ha striature facciali più forti e un ventre più pallido rispetto allo zigolo domestico nordafricano, che era considerato conspecifico come la sottospecie E. striolata sahari .Gli uccelli del Ciad orientale ( E. striolata jebelmarrae ) mostrano alcune prove di intergradazione con lo zigolo domestico.

## Biologia

### Voce
Il canto, dato da un trespolo, è simile ma più debole di quello del fringuello comune .

### Cibo e alimentazione
La sua dieta naturale è costituita da semi; gli individui giovani si nutrono di insetti.

### Riproduzione
Si riproduce in wadi remoti (non intorno all'abitazione umana come il relativo pavese domestico), di solito vicino ai ruscelli, deponendo da due a quattro uova in un nido a terra o in una buca nel terreno.

## Distribuzione e habitat
Lo zigolo striolato si può trovare in paesi aridi dal Ciad, dall'est al sud-ovest asiatico fino all'India nord-occidentale e in Africa.

## Sottospecie
- Emberiza striolata striolata dall'Africa nordorientale all'Arabia, all'Iran, al Pakistan e all'India centrale
- Emberiza striolata saturatior Altopiani del Sudan centrale, Etiopia e Kenya
- Emberiza striolata jebelmarrae Altopiani del Sudan (Jebel Marra)
- Emberiza striolata sahari Marocco a est in Libia, a sud in Senegal, Mali, Niger e Ciad